# Buug
Buug ist eine philippinische Stadtgemeinde in der Provinz Zamboanga Sibugay. Sie hat 36.634 Einwohner (Zensus 1. August 2015). Die Dumanquilas Bay liegt teilweise im Verwaltungsgebiet der Gemeinde.
Eine bedeutende Bildungseinrichtung ist die Mindanao State University. 

## Baranggays
Buug ist politisch in 27 Baranggays unterteilt.
| - Agutayan - Bagong Borbon - Basalem - Bawang - Bliss - Bulaan - Compostela - Danlugan - Datu Panas - Del Monte - Guintuloan - Guitom - Guminta - Labrador | - Lantawan - Mabuhay - Maganay - Manlin - Muyo - Pamintayan - Pling - Poblacion - Pulog - San Jose - Talairan - Talamimi - Villacastor (Galit) |